# Ernst Rosell
Ernst Oscar Rosell (Jönköping, 3 dicembre 1881 – Jönköping, 26 luglio 1953) è stato un tiratore a segno svedese.

## Palmarès

### Olimpiadi
- 1 medaglia:
  - 1 oro (Londra 1908 nel bersaglio mobile a squadre)